# José Saló
José Saló Baliarga, né le 11 septembre 1911 à Granollers (Catalogne, Espagne) et mort le 31 mars 1970 à Barcelone, est un footballeur espagnol des années 1930 qui jouait au poste de défenseur droit.

## Biographie
Il commence sa carrière en 1928 au CE Sabadell.
En 1929, il signe avec le FC Barcelone alors qu'il est encore sous contrat avec Sabadell, ce qui lui vaut une suspension de six mois. Il ne peut débuter avec le Barça qu'en 1930.
Il joue avec Barcelone entre 1930 et 1934. Bien qu'il ne soit pas titulaire en raison de la grande concurrence en défense, il offre un bon niveau de jeu chaque fois qu'il joue.
En 1934, il est recruté par Levante puis en 1935 par le Valence CF.
Pendant la Guerre civile espagnole, il joue avec le Granollers SC (1936-1940).
Il termine sa carrière au FC Barcelone lors de la saison 1940-1941. Avec Barcelone, José Saló joue un total de 75 matchs et marque 2 buts.